# Universität Lille II

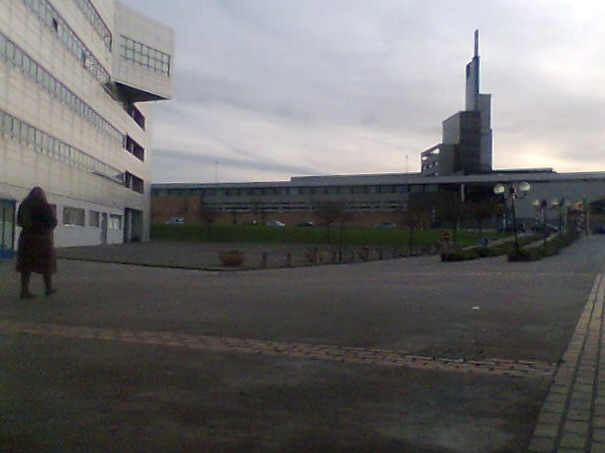
Medizinische Fakultät der Universität Lille II.

Die Universität Lille II (französisch: Université Lille II; auch Université du Droit et de la Santé de Lille) war eine staatliche Universität in Ronchin (Département Nord) im Großraum Lille in Frankreich.
2017 beschlossen die drei Universitäten Lille I, II und III ihre Fusion zur Universität Lille, die zum Anfang des Jahres 2018 in Kraft trat.